# Thị trường phi tập trung
Thị trường phi tập trung (tiếng Anh: Over-the-counter: OTC) còn gọi là giao dịch qua quầy, giao dịch ngoài sàn (off-exchange) hay giao dịch bảng hồng (pink sheet) là thị trường giao dịch được thực hiện trực tiếp giữa hai bên, không có sự giám sát của sàn giao dịch. Nó trái ngược với giao dịch qua sàn, các giao dịch diễn ra thông qua sàn giao dịch. Trong giao dịch OTC, giá không nhất thiết phải được công khai.
Giao dịch OTC, cũng như giao dịch trên sàn giao dịch, có thể được thực hiện với hàng hóa, công cụ tài chính (bao gồm cả cổ phiếu) và các sản phẩm phái sinh của các sản phẩm đó.
Các sản phẩm được giao dịch trên các sàn giao dịch truyền thống và các nền tảng giao dịch được quản lý khác phải được chuẩn hóa. Điều này có nghĩa là các sản phẩm được trao đổi phải khớp với một phạm vi hẹp về số lượng, chất lượng và danh tính được xác định bởi sàn giao dịch và giống hệt với tất cả các giao dịch của sản phẩm đó. Thị trường OTC không bị các hạn chế này, ví dụ giao dịch qua sàn thường phải theo đơn vị số lượng lô (lot) tiêu chuẩn thì giao dịch OTC các bên có thể thỏa thuận về một số lượng bất thường.
Trong giao dịch OTC, hợp đồng thị trường là song phương (tức là hợp đồng chỉ giữa hai bên) và mỗi bên có thể có mối quan tâm về rủi ro tín dụng đối với bên kia. Thị trường phái sinh OTC có ý nghĩa quan trọng đối với một số loại tài sản: lãi suất, ngoại hối, cổ phiếu và hàng hóa (commodity).

## Hợp đồng
Giao dịch OTC là hợp đồng song phương trong đó hai bên (hoặc các nhà môi giới hoặc ngân hàng của họ làm trung gian) đồng ý về cách thức giải quyết một giao dịch hoặc thỏa thuận cụ thể trong tương lai. Thông thường là từ một ngân hàng đầu tư đến trực tiếp khách hàng của mình. Hợp đồng kỳ hạn và hợp đồng hoán đổi là những ví dụ điển hình về các hợp đồng như vậy. Hợp đồng này chủ yếu được thực hiện trực tuyến hoặc qua điện thoại. Đối với các sản phẩm phái sinh, các thỏa thuận này thường được quản lý bởi thỏa thuận của Hiệp hội hoán đổi và phái sinh quốc tế (International Swaps and Derivatives Association). Phân khúc này của thị trường OTC đôi khi được gọi là "Thị trường thứ tư" (Fourth Market). Những người chỉ trích thị trường OTC coi thị trường OTC là "thị trường đen" vì giá thường không được công bố và không được quản lý minh bạch.
Các công cụ phái sinh OTC đặc biệt quan trọng đối với việc phòng ngừa rủi ro vì chúng có thể được sử dụng để tạo ra một "hàng rào hoàn hảo". Với các hợp đồng giao dịch trên sàn, việc chuẩn hóa không cho phép có nhiều sự linh hoạt để phòng ngừa rủi ro vì hợp đồng là một công cụ phù hợp với mọi đối tượng. Tuy nhiên, với các công cụ phái sinh OTC, một công ty có thể điều chỉnh các thông số kỹ thuật của hợp đồng để phù hợp nhất với mức độ rủi ro của mình.